# Platygaster warda
Platygaster warda är en stekelart som beskrevs av Peter Neerup Buhl 2004. Platygaster warda ingår i släktet Platygaster och familjen gallmyggesteklar. Inga underarter finns listade i Catalogue of Life.